# Quaternair fosfoniumzout

Algemene structuurformule van het quaternair fosfoniumion.

Een quaternair fosfoniumzout is een zout waarvan het kation voorkomt als het ion PR4+. De R staat voor alky- of arylgroepen. Deze groepen kunnen, maar hoeven niet gelijk te zijn. Ze kunnen opgevat worden als de fosforanaloga van quaternaire ammoniumzouten.

## Synthese
Quaternaire ammoniumverbindingen worden bereid door fosfine zelf of een gesubstitueerd fosfaan met een organisch halogenide te laten reageren. Een voorbeeld is de reactie van tri-ethylfosfine en chloorethaan tot tetraethylfosfoniumchloride:
{\displaystyle {\ce {(C2H5)3P{}+ C2H5Cl -> (C2H5)4P+ + Cl-}}}

## Structuur
Het PR4+-ion kan beschouwd worden als zijnde afgeleid van het fosfoniumion (PH4+), waarbij alle vier de waterstofatomen vervangen zijn door alkyl- of arylgroepen. De geometrie rond fosfor is tetraëdrisch. Er ontstaat een deeltje waarvan het centrale fosforatoom een positieve lading draagt. Door de groepen die het fosforatoom omringen is de positieve lading niet toegankelijk voor negatief geladen ionen of Lewisbasen.

## Toepassingen
Quaternaire fosfoniumionen worden in de organische synthese toegepast als uitgangsstoffen voor de vorming van fosfoniumyliden, die gebruikt worden in de Wittig-reactie. Dergelijke fosfoniumyliden worden bereid door een geschikt halogeenalkaan, zoals broombutaan, te laten reageren met trifenylfosfine. Het ontstane fosfoniumzout wordt vervolgens gedeprotoneerd met een sterke organische base (typisch fenyllithium), waarbij de negatieve lading van het ontstane carbanion wordt gestabiliseerd door de aanwezigheid van de positieve lading op het naburige fosforatoom.